# بروس گرینوود
بروس گرینوود (به انگلیسی: Bruce Greenwood) بازیگر کانادایی زاده ۱۲ اوت ۱۹۵۶ است، از فیلم‌های معروف او می‌توان به گنجینه ملی: کتاب رمز و دژا وو و همچنین روز پدر اشاره کرد.

## فیلم‌شناسی
- اولین خون (۱۹۸۲)
- مسافر ۵۷ (۱۹۹۲)
- روز پدر (۱۹۹۷)
- آخرت شیرین (۱۹۹۷)
- مخاطره مضاعف (۱۹۹۹)
- مقررات درگیری (۲۰۰۰)
- سیزده روز (۲۰۰۰)
- شیفته (۲۰۰۲)
- آرارات (۲۰۰۲)
- آدمکش‌های هالیوود (۲۰۰۳)
- من، ربات (۲۰۰۴)
- جولیا بودن (۲۰۰۴)
- زندگی (۲۰۰۴)
- کاپوتی (۲۰۰۵)
- گورخر مسابقه (۲۰۰۵)
- سریعترین ایندین جهان (۲۰۰۵)
- دژا وو (۲۰۰۶)
- هشت درجه زیر صفر (۲۰۰۶)
- من آنجا نیستم (۲۰۰۷)
- سگ آتش‌نشانی (۲۰۰۷)
- گنجینه ملی: کتاب رمز (۲۰۰۷)
- پیشتازان فضا (۲۰۰۹)
- سوپر ۸ (۲۰۱۱)
- پرواز (۲۰۱۲)
- برای شکوه بزرگتر (۲۰۱۲)
- مکانی آن سوی کاج‌ها (۲۰۱۲)
- پیشتازان فضا به سوی تاریکی (۲۰۱۳)
- گرفتار (۲۰۱۴)
- عشق بی‌پایان (۲۰۱۴)
- ترانه فیل (۲۰۱۴)
- حقیقت (۲۰۱۵)
- پدران و دختران (۲۰۱۵)
- فلت (۲۰۱۷)